# 伍德伯里冰川
伍德伯里冰川（英語：Woodberry Glacier），是南極洲的冰川，位於維多利亞地的斯科特海岸，流經埃文斯高地和弗爾倫山，最終注入大衛冰川，美國地質調查局根據測量和該國海軍的空中照片繪入地圖，現時由南極條約體系管理。